# 철기대

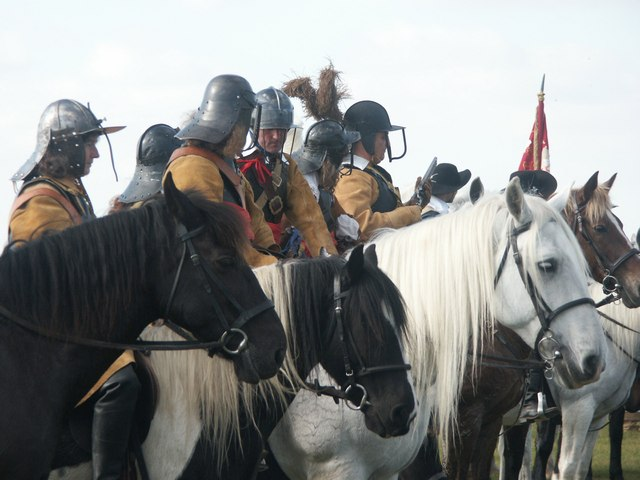
철기대

철기대(鐵騎隊, ironside)는 잉글랜드 내전이 일어나던 17세기의 정치가인 올리버 크롬웰이 형성한 원두당(영국 내란 도중 의회파에 속하던 당)의 기병대 군사들이다. 명칭은 크롬웰의 별명 중 하나인 늙은 철인(Old Ironside)서 비롯된 것으로, 중기병인 고대의 철기병과 혼동될 수 있지만 크롬웰의 철기대는 경기병인 총기병 위주의 군대였다.